# استارکرفت ۲

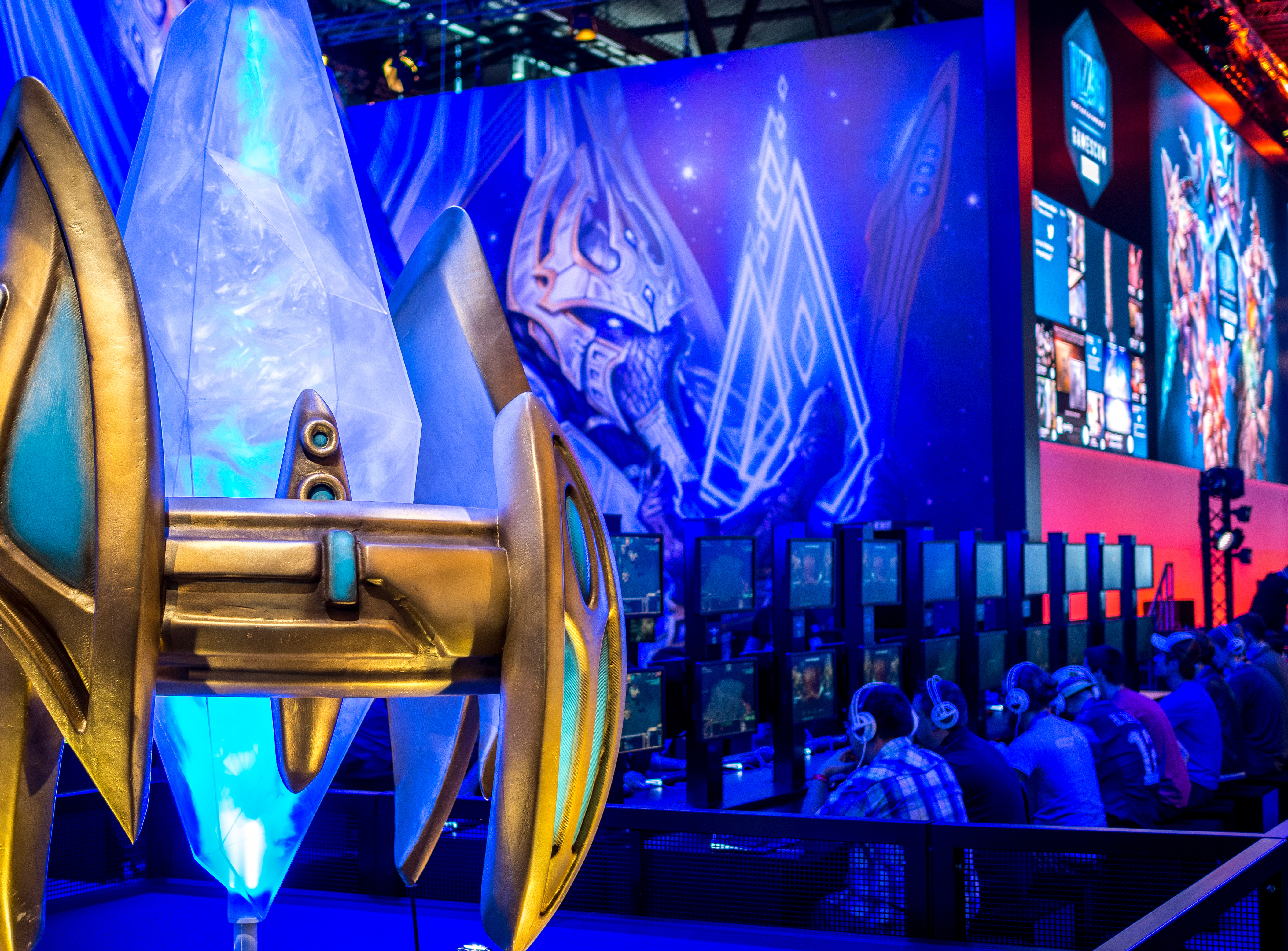
بازی استارکرافت ۲ در نمایشگاه گیمزکام سال ۲۰۱۵

استارکرافت ۲ (به انگلیسی: StarCraft II) یک تریلوژی یا بازی سه‌گانه استراتژی و علمی-تخیلی رایانه‌ای است. این بازی دومین بازی از سری استارکرافت است که داستان استارکرافت یک را ادامه می‌دهد.
بلیزارد انترتینمنت این بازی را در ۲۷ ژولای انتشار داد، و از سال ۲۰۰۳ تا ۲۰۰۹ مشغول ساخت استارکرافت ۲ بوده است. طراحی اصلی بازی به عهده داستین برودر و سرگروه هنرمندان سموایز دایدیر است. گویندگان اصلی بازی گلینیس کمپبل (کریگن)، پل اینسلی (سمیر دوران)، جک ریتچل (پراتور آرتانس) هستند.